# Federalni istražni biro
Federalni istražni biro (engl. Federal Bureau of Investigation), poznat po svom akronimu FBI (od engl. FBI), federalna je kriminalističko-istražna i obaveštajna agencija Sjedinjenih Američkih Država. Trenutno, FBI ima istražnu nadležnost nad kršenjem više od 200 kategorija saveznih zakona i jedina, osim Šerifske službe Sjedinjenih Američkih Država, ima nadležnost za krivično gonjenje prekršilaca zakona na celoj teritoriji zemlje (ona je defakto vodeća agencija za sprovođenje zakona saveznih vlasti Sjedinjenih Američkih Država).
Slogan Biroa je „Vernost, hrabrost, poštenje”. Počevši sa radom 1908. godine pod nazivom Biro za istrage (engl. Bureau of Investigation, BOI), promenio je ime u Federalni istražni biro tek 1935. godine. Džon Edgar Huver (engl. John Edgar Hoover), tada direktor -ja, postao je prvi direktor Federalnog istražnog biroa. Bio je na ovoj poziciji duže od svih direktora -ja do današnjeg dana. On je takođe zaslužan za mnoga poboljšanja i izmene rada biroa, čime je od -ja stvorio vodeću kriminalističku agenciju u svetu. Edgar Huver je izgradio FBI Akademiju i Kriminalističko-pravni servisno-informacioni kompleks, koji služi kao glavna podrška svim kancelarijama -ja, a koje su razmeštene po celoj zemlji.
Iako su mnoge funkcije -ja jedinstvene, njegove aktivnosti na podršci nacionalne bezbednosti uporedive su sa onima britanskog MI5 i ruskog FSB. Za razliku od Centralne obaveštajne agencije (CIA), koja nema ovlašćenja za sprovođenje zakona i usredsređena je na prikupljanje obaveštajnih podataka u inostranstvu, FBI je pre svega domaća agencija koja održava 56 terenskih kancelarija u većim gradovima širom Sjedinjenih Država i više od 400 rezidentnih agencija u manjim gradovima i područjima širom SAD. U svakoj terenskoj kancelariji, viši oficir FBI istovremeno služi kao predstavnik direktora nacionalne obaveštajne službe.
Uprkos svom domaćem fokusu, FBI takođe održava značajan međunarodni uticaj, upravljajući sa 60 kancelarija pravnog atašea (LEGAT) i 15 podružnica u američkim ambasadama i konzulatima širom sveta. Ova inostrana predstavništva postoje prvenstveno u svrhu koordinacije sa stranim službama bezbednosti i obično ne sprovode jednostrane operacije u zemljama domaćinima. FBI ponekad može i obavlja tajne aktivnosti u inostranstvu, baš kao što CIA ima ograničenu domaću funkciju; ove aktivnosti obično zahtevaju koordinaciju među saveznim agencijama.
FBI je osnovan 1908. godine kao istražni biro, skraćeno BOI ili BI. Njegovo ime je promenjeno u Federalni istražni biro (FBI) 1935. godine. Sedište FBI-a je Zgrada Dž. Edgara Huvera, smeštena u Vašingtonu.

## Misija, prioriteti i budžet

### Misija
Misija FBI je:
Zaštita američkog naroda i pridržavanje Ustava Sjedinjenih Država.

### Prioriteti
Trenutno, glavni prioriteti FBI-a su:
- Zaštita Sjedinjene Države od terorističkih napada
- Zaštita Sjedinjene Države od stranih obaveštajnih operacija, špijunaže i sajber operacija
- Borba protiv značajnih ciber kriminalnih aktivnosti
- Borba protiv javne korupcije na svim nivoima
- Zaštita građanskih prava
- Borba protiv transnacionalnih kriminalnih organizacija
- Borba protiv kriminala belih okovratnika
- Borba protiv značajnog nasilnog kriminala

### Budžet
U fiskalnoj 2019. godini ukupan budžet Biroa iznosio je približno 9,6 milijardi dolara.
U zahtevu za odobrenje i budžet Kongresu za fiskalnu 2021. godinu, FBI je tražio $9.800.724.000. Od tog novca, $9.748.829.000 koristilo bi se za zarade i troškove, a $51.895.000 za izgradnju. Program S&E zabeležio je rast od $199.673.000.

## Literatura
- Graves, Melissa (2013). „Fbi Historiography”.  Ур.: Christopher R. Moran; Christopher J. Murphy. Intelligence Studies in Britain and the US. Edinburgh UP. стр. 129–145. ISBN 9780748646272. JSTOR 10.3366/j.ctt3fgsh7.14.
- Jeffreys-Jones, Rhodri. The FBI: A History (Yale University Press, 2007).
- Jeffreys-Jones, Rhodri.  "The Historiography of the FBI," in Loch Johnson, ed., A Handbook of Intelligence (Routledge, 2006). pp. 39–51.
- Jeffreys-Jones, Rhodri.  "Forcing Out Unwanted FBI Directors: A Brief, Messy History", Vox, (23 May 2017). online
- Jeffreys-Jones, Rhodri.  "A brief history of the FBI’s meddling in US politics" Vox, (5 November 2016) online
- FBI—The Year in Review, Part 1, Part 2 (2013)
- Church Committee Report, Vol. 6, "Federal Bureau of Investigation." 1975 congressional inquiry into American intelligence operations.

## Spoljašnje veze
- Zvanični veb-sajt
- Federalni istražni biro na sajtu Projekat Gutenberg (jezik: engleski)
- Federalni istražni biro na sajtu LibriVox (jezik: engleski)
- fas.org
- Kolekcija dokumenata FBI
- Federal Bureau of Investigation на сајту Пројекат Гутенберг (језик: енглески)
- Federalni istražni biro на сајту LibriVox (језик: енглески)
- William H. Thomas, Jr.: Bureau of Investigation, in: 1914-1918-online. International Encyclopedia of the First World War.
- FBI coverage at C-SPAN